# Oxytropis bracteata
Oxytropis bracteata là một loài thực vật có hoa trong họ Đậu. Loài này được Basil. miêu tả khoa học đầu tiên.